# 熱量子場論
在理論物理中，熱量子場論 (簡稱熱場論) 或有限溫度場論 (finite temperature field theory) 是計算在有限 (不為零的) 溫度下，量子場論中物理可觀察量之期望值的方法。
在松原方法 (Matsubara formalism) 中，一個運算子在熱系綜的期望值
{\displaystyle \langle A\rangle ={\frac {{\mbox{Tr}}\,[\exp(-\beta H)A]}{{\mbox{Tr}}\,[\exp(-\beta H)]}}}
可以被量子場論中以虛數時間 {\displaystyle \tau =-it(0\leq \tau \leq \beta )} 所演化的期望值所表示。

由於使用虛數時間，計算上可以使用歐幾里得度量的時空。式中的跡 ({\displaystyle {\mbox{Tr}}}) 要求所有的玻色場在歐幾里德時間方向 {\displaystyle \tau } 上皆有週期為 {\displaystyle \beta =1/(kT)} 的週期性，而費米場則有反週期性 (這裡使用自然單位 {\displaystyle \hbar =1})。此方法讓我們能夠使用量子場論中已存在的技巧，如泛函積分和費曼圖等，並將其中的時間修改為緊緻的歐幾里德時間來做計算。同時，正規順序 (Normal Ordering) 的定義也必須被修改。

在動量空間下，這對應於將原本連續的頻率，以離散的虛數 (松原) 頻率 {\displaystyle v_{n}=n/\beta } 取代。透過德布羅意關係，這對應於離散的熱能量頻譜 {\displaystyle E_{n}=nKT}。這樣的方法被證明對研究量子場論在有限溫度下的現象很有效

，並且已經被推廣到規範場論，是研究楊-米爾斯理論中去禁閉 (deconfining) 相變猜想的重要工具。

在歐式空間場論中，實數時間下的可觀測量可以由解析延拓獲得。

有限溫度場論，除了使用非真實的虛數時間來計算，還有兩種使用實數時間 (real-time formalism) 的方法。

第一種是依路徑排序 (path-ordered) 的實數時間方法，其包含了 Schwinger-Keldysh formalism 及其他更近代的版本。

後者將一條原本從負的(大的)初始時間 {\displaystyle t_{i}} 出發到 {\displaystyle t_{i}-i\beta } 的直線路徑，取代為一條先經過正的(大的)實數時間 {\displaystyle t_{f}} 再適當的回到 {\displaystyle t_{i}-i\beta } 的路徑。

事實上，真正需要的是一段經過實數軸的路段，而前往終點 {\displaystyle t_{i}-i\beta } 所選的路線是較不重要的。

這樣以區段 (piecewise) 方式組成的複數時間路徑，造成場的數量增倍以及更複雜的費曼規則，不過卻避免了使用虛數時間方法所需的解析延拓。
另一種實數時間方法稱為熱場力學 (thermo field dynamics)，是一種以運算子為基礎，使用勃格留波夫變換 (Bogoliubov transformation) 的方法。

就如費曼圖和微擾論等方法一樣，其他技巧如色散關係 (dispersion relations) 和有限溫度的 Cutkosky rules 也都可以在實數時間方法中使用。

另一種在數學物理上感興趣的方法是使用 KMS 態 來處理。

## 參閱
- 松原頻率（英语：Matsubara frequency）